# Ніколаєвка (Архангельська область)
Ніколаєвка (рос. Николаевка) — присілок в Коноському районі Архангельської області Російської Федерації.
Населення становить 213 осіб. Входить до складу муніципального утворення Подюзьке сільське поселення.

## Історія
Від 2004 року входить до складу муніципального утворення Подюзьке сільське поселення.

## Населення
| 2002 | 2010 | 2012 |
| ---- | ---- | ---- |
| 320  | ↘215 | ↘213 |